# Жезказган (посёлок)
Жезказган (Джезказган; каз. Жезқазған) — упразднённый посёлок в Улытауской области Казахстана. Находился в подчинении городской администрации Сатпаев. Являлся административным центром Жезказганской поселковой администрации. Упразднён из учётных данных в 2024 году.
Код КАТО — 352337100.

## География
Находился в 28 км к северо-западу от города Джезказган (бывший — Большой Джезказган).
Добыча медной руды.

## История
Первым хозяином месторождения в 1847 году стал екатеринбургский промышленник Никон Ушаков. Разработку он так и не начал. Добыча началась уже в советские времена. Однако посёлок на месте разработок был основан ещё в дореволюционные времена, в 1907 году.
4 мая 1993 года Постановлением Президиума Верховного Совета Казахстана транскрипция названия рабочего посёлка Джезказган на русском языке была изменена на Жезказган.
К 2005 году в посёлке функционировали 10 механизированных шахт и 2 карьера. Однако сам посёлок находится в критическом состоянии: происходят периодические обрушения земной поверхности, что связано с горными работами, проводимыми предприятиями (структурными подразделениями корпорации «Казахмыс»).

## Население
| 1939 | 1959    | 1970    | 1979    | 1989    | 1999  | 2009  |
| ---- | ------- | ------- | ------- | ------- | ----- | ----- |
| 7088 | ↗29 576 | ↗34 277 | ↘19 432 | ↘13 042 | ↘8963 | ↘8183 |
| 2021 |         |         |         |         |       |       |
| ↘627 |         |         |         |         |       |       |

На начало 2019 года, население посёлка составило 8101 человек (3923 мужчины и 4178 женщин).

## Современное состояние
В 2016 году начато переселение жильцов из аварийных домов в новые микрорайоны близлежащего города Сатпаев. В перспективе планируется снос свыше 500 аварийных строений и строительство 450 новых домов для более чем 2500 семей, также переселяемых в Сатпаев.